# Ruy Ramos
Ruy Ramos (n. 9 februarie 1957) este un fost fotbalist japonez.

## Statistici
| Japonia | Japonia | Japonia |
| An      | Meciuri | Goluri  |
| ------- | ------- | ------- |
| 1990    | 3       | 0       |
| 1991    | 2       | 0       |
| 1992    | 10      | 0       |
| 1993    | 14      | 1       |
| 1994    | 0       | 0       |
| 1995    | 3       | 0       |
| Total   | 32      | 1       |